# Nicias alurnoides
Nicias alurnoides är en skalbaggsart som först beskrevs av Thomson 1857.  Nicias alurnoides ingår i släktet Nicias och familjen långhorningar.
Artens utbredningsområde är:
- Guyana.
- Surinam.

Inga underarter finns listade i Catalogue of Life.